# Čiližská Radvaň
Čiližská Radvaň (maďarsky Csilizradvány) je obec na Slovensku v okrese Dunajská Streda. V obci žije přibližně 1 200 obyvatel. První písemná zmínka o obci pochází z roku 1101. V obci se nachází kalvinistický kostel.